# Karel M. Kmoch
Karel M. Kmoch (12. října 1839 Pichl – 17. dubna 1913 Smíchov) byl český kněz, zaměřený na péči o neslyšící.

## Život
Do školy chodil v klášteře Teplá, gymnázium navštěvoval v Plzni. Po absolvování kněžského semináře byl 16. února 1862 vysvěcen na kněze. Působil nejprve v Kouřimi a později u kostele sv. Trojice v pražském Podskalí. Staral se přitom o vyučování dětí trestanců z městského vězení.
Po smrti ředitele ústavu pro hluchoněmé Václava Frosta (1814–1865) získal Kmoch v tomto zařízení místo učitele náboženství. K zaměstnání se postavil velmi zodpovědně. Shromáždil zápisky svého předchůdce a sestavil z nich obrázkovou učebnici náboženství pro neslyšící. O prázdninách pak podnikal studijní cesty za poznáním praxe v jiných evropských ústavech. Když pak roku 1876 zemřel i Frostův nástupce Václav Koťátko, byl Kmoch jednomyslně zvolen ředitelem.
Svým humanismem i odbornými znalostmi, které projevil například v publikaci Příspěvky k dějinám pražského soukromého ústavu pro vzdělání hluchoněmých na oslavu 100letého jeho trvání (1886), si získal věhlas a úctu po celých Čechách. Za zásluhy byl oceněn zlatým křížem.
Zemřel roku 1913 a byl pohřben na hřbitově Malvazinky.